# Mikroregion Ariquemes

Mikroregion Ariquemes

Mikroregion Ariquemes – mikroregion w brazylijskim stanie Rondônia należący do mezoregionu Leste Rondoniense. Ma powierzchnię 24.500,1 km²

## Gminy
- Alto Paraíso
- Ariquemes
- Cacaulândia
- Machadinho d'Oeste
- Monte Negro
- Rio Crespo
- Vale do Anari